# Вулиця Шмідта (Мелітополь)
Вулиця Шмідта — вулиця в Мелітополі. Починається від проспекту Богдана Хмельницького, перетинає провулок Шмідта, вулиці Івана Алексєєва, Петра Дорошенка, Воїнів-Інтернаціоналістів, Фучика, 8 Березня і закінчується неподалік Піщанського струмка.
Спочатку вулиця називалася Ново-Миколаївською, але 17 червня 1929 була перейменована на честь російського революціонера Петра Петровича Шмідта.
У 1937—1941 роках уздовж сучасної вулиці Шмідта в районі парку проходила Дитяча залізниця ім. Л. Кагановича. При цьому на тому відрізку вулиці ще не було, а була територія садстанції.
Вулицею Шмідта проходять автобусні маршрути № 2, 6А, 7, 21, 23. До вулиці виходять Новоолександрівський парк та стадіон «Спартак» імені Олега Олексенка, віділені від вулиці рядом будинків.